# Hrnčířský rybník
Hrnčířský rybník je rybník u vesnice Hrnčíře, která je součástí Šeberov, tvořícího městskoučást Praha-Šeberov. Rybník je součástí přírodní památky Hrnčířské louky, je to její největší rybník. Má dva přítoky, z jihozápadu Kunratický potok a z jihu další potok, stejně tak má dva odtoky, které se ale spojují do Kunratického potoka. Po hrázi vede silnice (ulice K Labeškám) spojující Hrnčíře s Kunraticemi a Kunratickou spojkou. Hráz je dlouhá přibližně 300 metrů a šířku má 13 m. Celková délka pobřeží je kolem 930 m.

## Historie a zajímavosti
Hrnčířský rybník patří do soustavy deseti rybníků v okolí Hrnčíř a Šeberova, v pramenné oblasti Kunratického potoka. Dalšími jsou Šeberovský (nebo také Mlýnský), Brůdek, Jordánek, Jordán a Sladkovský rybník, a už mimo Hrnčířské louky ležící Šmatlík, Kovářský, Šmejkal a Nový. Nejsou seřazeny v kaskádě, jsou na jednotlivých menších potůčcích, které se pak spojují a vytvářejí Kunratický potok.
Nejstarší známý doklad o záměru založit u Hrnčíř rybník pochází z roku 1433, není ale přesněji známo, kdy byl tento záměr realizován. Rybníky jsou různého stáří, vznikaly postupně, podle některých pramenů jich tu bylo šest už ve středověku a na vojenské mapě z 2. poloviny 18. století je rybníků v této lokalitě zakresleno dokonce jedenáct.
Po pravém i levém břehu vedou od silnice cesty, obejít celý rybník se ale pohodlně nedá. Je využíván k chovu ryb.